# 李宣茂
李宣茂（455年—513年），赵郡柏人县（今河北省邢台市隆尧县）人，出自赵郡李氏东祖，北魏官员。

## 生平
李宣茂在太和初年出任中书博士，略微升任司空谘议，转任司空司马，监督建造工程，又外任宁朔将军、试用为正平郡太守，没能上任，兼任定州大中正。李宣茂因为收受同乡的财物贿赂，受到御史弹劾，被除去名籍为百姓。之后李宣茂跟随魏孝文帝元宏南征新野，又跟随讨伐樊城和邓城，出任持节、兼散骑常侍、东南二道使。景明年间，李宣茂出任平阳郡太守，因为犯罪被降职为步兵校尉。正始初年，李宣茂出任太中大夫，升任光禄大夫。李宣茂参与北魏明堂制度的商议，认为明堂五间房屋最好，与游肇反复争论，游肇认为李宣茂说的有理。李宣茂又升任平东将军、幽州刺史。延昌二年（513年），李宣茂去世，虚岁五十九，遗言薄葬，朝廷赠予平东将军、齐州刺史，谥号惠。

## 家庭

### 父母
- 李璨，北魏建武将军、东兖州刺史、始丰懿侯
- 荥阳郑氏，开封县县令郑晔之女

### 兄弟姐妹
- 李元茂，北魏振威将军、南征别将、彭城镇副将、始丰顺子
- 李叔胤，北魏广陵王元羽咨议、南赵郡太守
- 李仲胤，北魏尚书左丞
- 李清兰，嫁廷尉丞路宾生

### 夫人
- 河间邢氏，南河镇将邢修年之女，李宣茂四弟李仲胤夫人邢僧兰的姐妹[3]

### 子女
- 李籍之，北魏前将军、太中大夫
- 李敬远，北魏州主簿
- 李幼远
- 李瞻[4]